# Comuna Dals-Ed
Dals-Ed (Dals-Eds kommun) este o comună din comitatul Västra Götalands län, Suedia, cu o populație de 4.740 locuitori (2013).

## Geografie

### Zone urbane
Lista celor mai mari zone urbane din comună (anul 2015) conform Biroului Central de Statistică al Suediei:
| Nr | Zona urbană | Pop.  |
| -- | ----------- | ----- |
| 1  | Ed          | 2.994 |

## Demografie
| \| Evoluția demografică în comuna Dals-Ed, 1970–2015 \| Evoluția demografică în comuna Dals-Ed, 1970–2015 \| Evoluția demografică în comuna Dals-Ed, 1970–2015 \| Evoluția demografică în comuna Dals-Ed, 1970–2015 \| Evoluția demografică în comuna Dals-Ed, 1970–2015 \| \| ----------------------------------------------------------------------------------------------------- \| ------------------------------------------------- \| ------------------------------------------------- \| ------------------------------------------------- \| ------------------------------------------------- \| \| An \| \| \| Locuitori \| \| \| 1970 \| 1970 \| \| 4986 \| 4986 \| \| 1975 \| 1975 \| \| 5252 \| 5252 \| \| 1980 \| 1980 \| \| 5287 \| 5287 \| \| 1985 \| 1985 \| \| 5362 \| 5362 \| \| 1990 \| 1990 \| \| 5416 \| 5416 \| \| 1995 \| 1995 \| \| 5287 \| 5287 \| \| 2000 \| 2000 \| \| 5047 \| 5047 \| \| 2005 \| 2005 \| \| 4891 \| 4891 \| \| 2010 \| 2010 \| \| 4692 \| 4692 \| \| 2015 \| 2015 \| \| 4799 \| 4799 \| \| Sursa: SCB - Statistika Centralbyrån, Folkmängd efter region, civilstånd, ålder och kön. År 1968–2016 \| \| \| \| \| |      |  |           |      |
| Evoluția demografică în comuna Dals-Ed, 1970–2015 |      |  |           |      |
| An |      |  | Locuitori |      |
| 1970 | 1970 |  | 4986      | 4986 |
| 1975 | 1975 |  | 5252      | 5252 |
| 1980 | 1980 |  | 5287      | 5287 |
| 1985 | 1985 |  | 5362      | 5362 |
| 1990 | 1990 |  | 5416      | 5416 |
| 1995 | 1995 |  | 5287      | 5287 |
| 2000 | 2000 |  | 5047      | 5047 |
| 2005 | 2005 |  | 4891      | 4891 |
| 2010 | 2010 |  | 4692      | 4692 |
| 2015 | 2015 |  | 4799      | 4799 |
| Sursa: SCB - Statistika Centralbyrån, Folkmängd efter region, civilstånd, ålder och kön. År 1968–2016 |      |  |           |      |